# سودتو
سودتو (به اسپانیایی: Sodeto) یک منطقهٔ مسکونی در اسپانیا است که در البرولا دو توبو واقع شده‌است. سودتو ۳۳۰ متر بالاتر از سطح دریا واقع شده‌است.